# Чуба Акпом
Чуба Амечі Акпом (англ. Chuba Amechi Akpom; нар. 9 жовтня 1995, Лондон, Англія) — англійський футболіст, нападник «Аякса».
Акпом розпочав свою кар'єру в «Арсеналі», за основний склад якого дебютував 2013 року. Під час перебування в «Арсеналі» відправлявся в оренди до англійських клубах «Брентфорд», «Ковентрі Сіті», «Ноттінгем Форест», «Галл Сіті», «Брайтон енд Гоув Альбіон» і бельгійський клуб «Сінт-Трейден». У 2018 році підписав контракт з грецьким клубом ПАОК за нерозголошену суму. Після успішного періоду в ПАОКу, у 2020 році перебрався до «Мідлсбро». У 2021 році повернувся в ПАОК, цього разу в оренду. Вважався символом ПАОКа, де став важливою частиною команди, яка оформила золотий дубль в сезоні 2018–2019, забиваючи важливі голи, включаючи єдиний гол у фіналі Кубку Греції 2019.
Народився в Лондоні в сім'ї нігерійців, має подвійне громадянство Великої Британії та Нігерії. Представляв Англію в юнацьких та молодіжній збірній країні, а в 2019 році оголосив, що вирішив представляти Нігерію у майбутніх матчах.

## Клубна кар'єра

### «Арсенал»

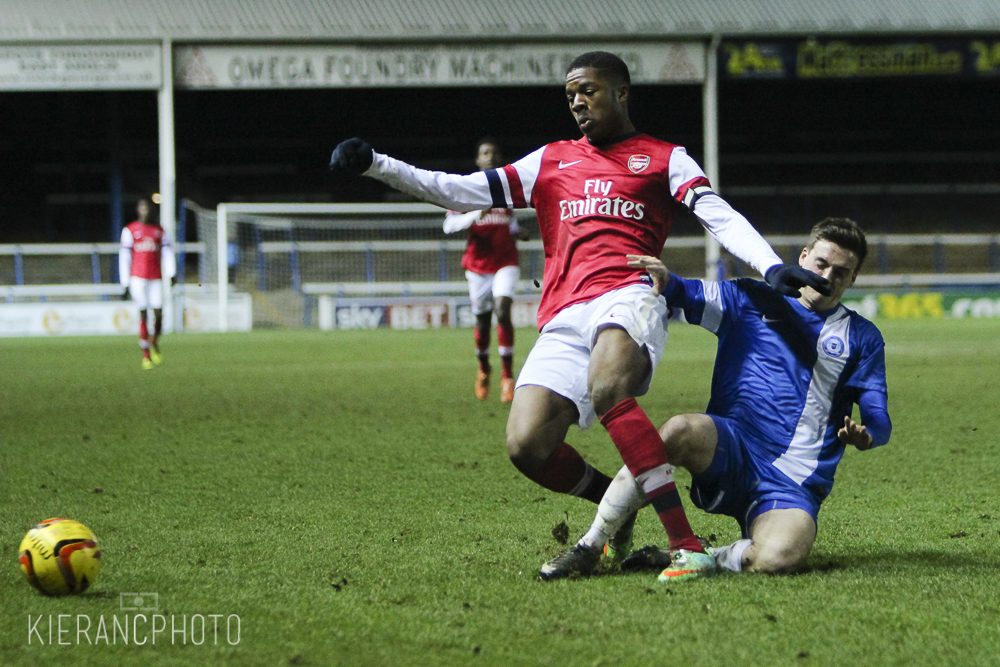
Чуба Акпом під час матчу за «Арсенал»

Акпом приєднався до Арсеналу у 6-річному віці. У 15-рычному выцы дебютував за команду «Арсенал» (U-18) а 10 жовтня 2012 року, через день після того, як виповнилося 17 років, підписав свій перший професійний контракт з «Арсеналом». У грудні 2012 року вперше потрапив до заявки першоъ команди «Арсеналу», залишився на лаві запасних у програному (1:2) поєдинку Ліги чемпіонів (1:2) проти «Олімпіакоса». У сезоні 2012/13 років провів 20 матчів та відзначився 13-ма голами у Прем’єр-лізі (U-21), у тому числі відзначився 10-ма голами у 10-ти поєдинках елітного раунду вище вказаного турніру. Напередодні старту сезону 2013/14 років обраний для участі в передсезонному турі Арсеналу по Азії, під час якого відзначився голом у переможному (7:0) поєдинку проти індонезійської «Дрім Тім», двома голами у переможному (7:1) поєдинку проти збірної В’єтнаму, в твуож ще одним голом в останній грі турне «Арсеналу» проти «Урава Ред Даймондс». 14 вересня 2013 року дебютував у Прем'єр-лізі, в переможному (3:1) поєдинку проти «Сандерленда». Він вийшов на поле на третій хвилині компенсованого часу, замінивши травмованого Олів'є Жіру. Вдруге за «Арсенал» зіграв 25 вересня, в виїзному матчі третього раунду Кубку Ліги проти «Вест-Бромвіч Альбіон». Він замінив автора гола Томаса Айсфельда через 82 хвилини, і за рахунку 1:1 за підсумками основного часу гра перейшла в додатковий час. Акпом зіграв весь додатковий тайм без забитих м'ячів, реалізував третій пенальті у футболці «Арсеналу» у серіїй допоміг «Арсеналу» здобути перемогу. До кінця 2013 року відзначився трьома голами в чотирьох матчах Юнацької ліги УЄФА. 6 січня 2014 року оформив хет-трик у переможному (6:1) матчі четвертого раунду Молодіжного Кубка Англії проти «Пітерборо Юнайтед».

#### Оренда в «Брентфорд»
30 грудня 2013 року було повідомлено, що клуби першої ліги «Брентфорд», «Пітерборо Юнайтед», «Лейтон Орієнт» і «Мілтон-Кінз Донз» вели чотиристоронню боротьбу за оренду Акпома. Брентфорд став фаворитом на запрошення Акпома через те, що голова клубу з підбору персоналу Шон О'Коннор спочатку запросив Акпома під час роботи в «Арсеналі». На початку січня 2014 року оренда перебувала на межі зриву через травми нападників «Арсеналу» Тео Волкотта та Нікласа Бендтнера, але завершена 9 січня 1-місячною орендою. Менеджер Марк Варбертон сказав: «Чуба сильний і швидкий, з дуже хорошим першим дотиком. Він жадібний і любить забивати голи. Це його перша оренда, і Перша ліга важка, тому йому може знадобитися деякий час, щоб адаптуватися. Це великий стрибок у порівнянні з футболом U-21».
Він пропустив перший матч оренди через хворобу, а Марк Варбертон підкреслив, що Акпому доведеться «наполегливо працювати і заслужити своє місце, як і всім іншим». Дебютував за нову команду 19 січня у нічийному (1:1) поєдинку чемпіонату проти «Волсолла». Він вийшов замість Вілла Грігга на 68-й хвилині та виконав навіс на Клейтона Дональдсона на останніх хвилинах, який залишився нереалізованим. Після того, як Чуба чотири рази вийшов на заміну, його оренда закінчилася, і він повернувся в «Арсенал». Після повернення в «Арсенал» Акпом з'явився в журналі Arsenal Magazine про свій час у Брентфорді для березневого випуску.

#### Оренда в «Ковентрі Сіті»
14 лютого 2014 року Акпом приєднався до команди Першої ліги, «Ковентрі Сіті», в оренду до завершення сезону 2013/14 років, домовившись про те, що він приєднається до команди «Арсеналу» для виступів у Молодіжному Кубку Англії та Юнацькій лізі УЄФА. Загалом провів 6 матчів.

#### Повернення до «Арсеналу»
Наприкінці серпня Акпом розпочав сезон 2014/15 років оформив хет-трик за «Арсенал» у поєдинку 2-го дивізіону Прем’єр-ліги серед молодіжних команд проти «Вест-Бромвіч Альбіон». 23 вересня 2014 року він провів свій перший матч у сезоні, замінив Ектора Бельєріна на останні чотири хвилини, в якому «Арсенал» у Кубку Ліги програв удома «Саутгемптону» (1:2). Свій перший матч у Прем'єр-лізі провів в сезоні проти Саутгемптона на Новий рік 2015. Акпом зробив помітний внесок у домашню перемогу «Арсеналу» проти «Астон Вілли» (5:0), вийшовши на заміну в другому таймі та вигравши пенальті, реалізований Санті Касорлою, що стало його першою результативною передачею за клуб. 4 лютого 2015 року відкинув інтерес ряду інших клубів з Прем'єр-ліги та всієї Європи, щоб підписати новий 4,5-річний контракт з «Арсеналом».

#### Оренда в «Ноттінгем Форест»
26 березня 2015 року відправився в оренду до клубу Чемпіоншипу «Ноттінгем Форест», розраховану до 31 травня 2015 року. Провів сім матчів за клуб.

#### Оренда в «Галл Сіті»

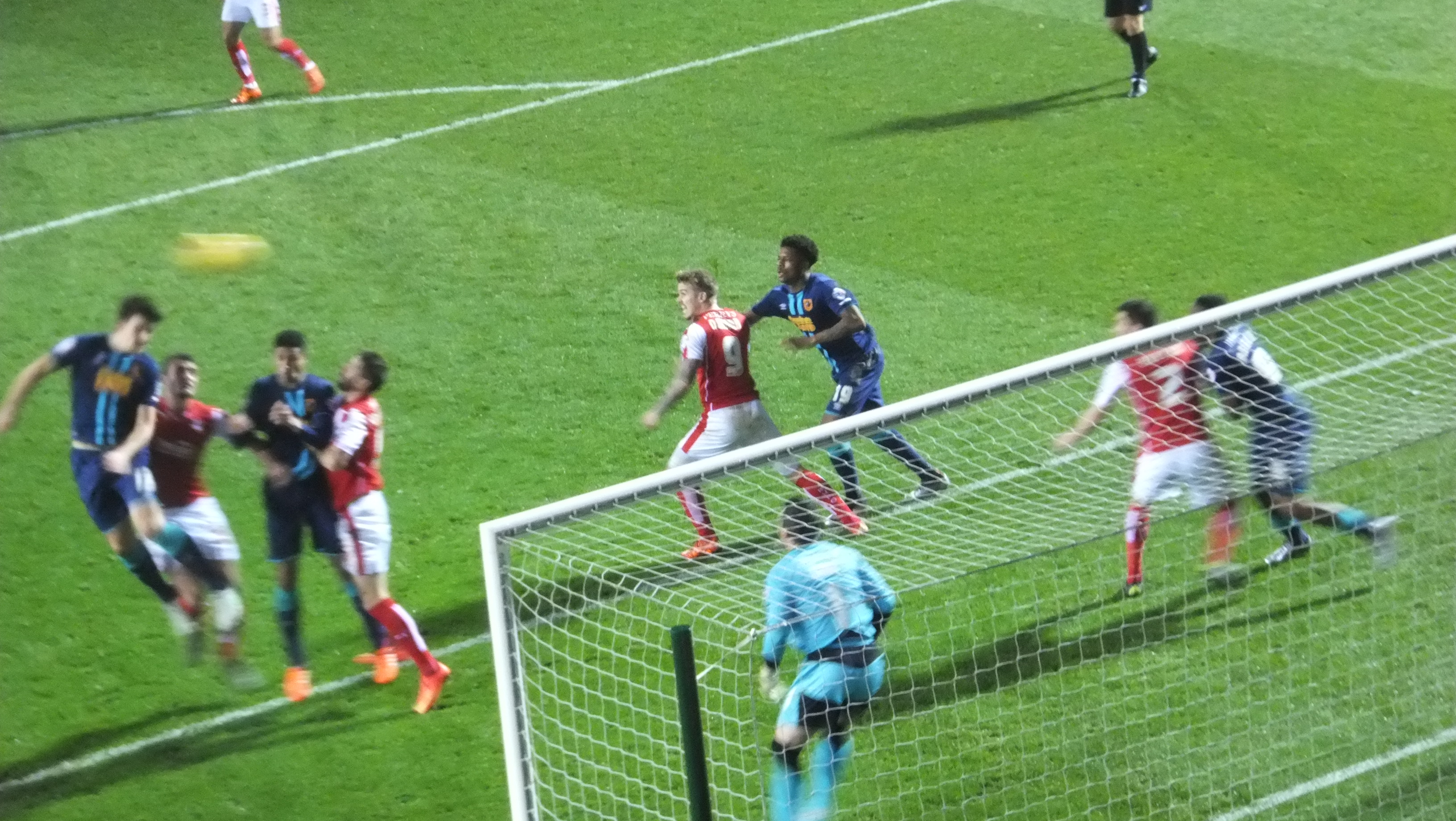
Чуба Акпом (у футболці під номером 19) під час виступів в оренді за Галл Сіті, 2015

4 серпня 2015 року приєднався в сезонну оренду до команди Чемпіоншипу «Галл Сіті». Дебютував за йоркширський клуб у перші вихідні сезону 2015/16 років, 8 серпня відзначився другим голом у переможному (2:0) домашньому матчі проти «Гаддерсфілд Таун». Вдруге вийшов на поле з лави запасних, замінивши Никицу Єлавича на 60-й хвилині в першому раунді Кубку Ліги проти «Аккрінгтон Стенлі». Він забив на 92-й хвилині в першій половині додаткового часу та реалізував пенальті в переможній (4:3) для «Тигрів» серії післяматчевих пенальті. 30 січня 2016 року оформив свій перший хет-трик у дорослому футболі, у переможному (3:1) виїзному матчі Кубку Англії проти «Бері». Проте залишився на лаві запасних у фіналі плей-оф Чемпіоншипу 2016 на Вемблі, в якому Галл переміг «Шеффілд Венсдей» та вийшов у Прем'єр-лігу.

#### Оренда в «Брайтон»
30 січня 2017 року відправився в оренду до завершення сезону в «Брайтон енд Гоув Альбіон». Провів 10 матчів й допоміг «Альбіону» вийти до Прем'єр-ліги.

#### Оренда в «Сінт-Трейден»
31 січня 2018 року до кінця сезону перейшов в оренду до представника Ліги Жупіле «Сінт-Трейден». 17 лютого 2018 року відзначився своїм першим голом за клуб у переможному (1:0) поєдинку проти «Андерлехта».

### ПАОК
2 серпня 2018 року підписав 3-річний контракт з представником грецької Суперліги ПАОК за 900 000 євро. Дебютував за нову команду 25 серпня, вийшов на заміну в переможному (1:0) домашньому матчі проти «Астераса». 11 листопада відзначився своїм першим голом за ПАОК, у переможному (2:1) домашньому поєдинку проти «Панетолікоса». У березні 2019 року ВВС заявило, що Акпом був ключовим гравцем у боротьбі за титул ПАОК. 21 квітня 2019 року залишився протягом усих 90 хвилин на лаві запасних у переможному поєдинку проти «Левадіакоса», який достроково понизився в класі, завдяки чому салонікський клуб вперше за 34 роки виграв Суперлігу.
Відзначився єдиним голом у переможному для ПАОКа матчі фіналу Кубку Греції 2019 проти афінського АЕКа.
6 серпня 2019 року відзначився голом у нічийному (2:2) ппершому поєдинку третього кваліфікаційного раунду Ліги чемпіонів проти «Аякса». 1 вересня відзначився своїм першим голом у Суперлізі Греції 2019/20, у переможному (2:1) домашньому матчі проти «Паніоніоса». 1 березня 2020 року, отримавши чудовий пас від Омара Ель-Каддурі у штрафному майданчику, вийшов на ударну позицію, та завдав чудового удару за межі воротарського майданчика суперника, завдяки чому відкрив рахунок у неприємній виїзній нічиїй (1:1) проти «Ксанті». Це був його сьомий гол у Суперлізі в найрезультативнішому році в його кар'єрі.

### «Мідлсбро»
19 вересня 2020 року Акпом підписав контракт з англійським клубом «Мідлсбро» за 2,75 мільйона фунтів стерлінгів. Колишній вихованець академії «Арсеналу» після переходу до ПАОКу справив дуже позитивне враження в грецькій Суперлізі. Чуба підписав 3-річний контракт з можливістю продовження ще на рік. 26 вересня відзначився голом у своєму дебютному матчі за «Мідлсбро», завдяки чому допоміг зіграти своєму клубу в нічию (1:1) з КПР.
26 серпня 2021 року ПАОК оголосив про повернення Акпома в «Мідлсбро», але в оренду до завершення сезону 2021/22 року.
Чуба продовжив демонструвати свою хорошу форму на День подарунків 2022 року, коли він оформив свій перший хет-трик за «Боро» в переможному (4:1) над «Віган Атлетік» на стадіоні «Ріверсайд», завдяки чому став найкращим бомбардиром Чемпіоншипу. 5 січня 2023 року тренер «Мідлсбро» Майкл Керрік оголосив, що клуб продовжив контракт на дванадцять місяців з Акпомом, який забив тринадцять голів у двадцяти матчах. 5 січня 2023 року тренер «Мідлсбро» Майкл Каррік оголосив, що клуб продовжив контракт на дванадцять місяців з Акпомом, який відзначився 13-ма голами у 20-ти матчах.
4 березня 2023 року Акпом відзначився 2-ма голами в переможному (5:0) домашньому матчі проти «Редінга», завдяки чому став першим гравцем «Мідлсбро», який відзначився 20-ма голами за сезон після Берні Славена в 1990 році. 19 квітня 2023 року відзначився голом у переможному (3:1) домашньому поєдинку проти «Галл Сіті», завдяки чому став першим гравцем, який відзначився у дев’яти домашніх поєдинках поспіль другого дивізіону англійського футболу.

### «Аякс»
16 серпня 2023 року Акпом підписав 5-річний контракт з клубом нідерландської Ередивізі «Аякс», який повинен був закінчитися в червні 2028 року. Сума відступних склала 12,3 мільйона євро, яка потенційно може збільшитися до 14,3 мільйона євро з різноманітними бонусами. Дебютував за нову команду 3 вересня 2023 року в неічийному (0:0) матчі проти «Фортуни» (Сіттард).2 листопада 2023 року відзначився своїм першим голом за клуб у переможному матчі проти «Волендама» (2:0).

## Кар'єра в збірній
15 лютого 2011 року дебютував за юнацьку збірну Англії (U-16) у нічийному (0:0) товариському матчі проти Словенії. 23 березня 2011 року зіграв вдруге та востаннє зіграв за команду U-16, у переможному (3:0) поєдинку Вікторі Шилд 2010/11 над Північною Ірландією. 2 серпня 2011 року дебютував за команду U-17, відзначився голом у переможному (4:0) поєдинку проти Фарерських островів. Зіграв у всіх шести матчах та відзначився двома голами під час невдалої для Англії відбіркової кампанії чемпіонату Європи U17 2012 року. Загалом провів 13 матчів за збірну U-17 та відзначився 5-ма голами. 6 вересня 2012 року дебютував у юнацькій збірній Англії (U-19) у програному (1:3) поєдинку проти Німеччини. Першим голом за юнацьку збірну відзначився 26 вересня 2012 року в переможному (3:0) матчі юнацької кваліфікації чемпіонату Європи (U-19) проти Естонії. Два дні по тому відзначився 2-ма голами в переможному (6:0) матчі проти Фарерських островів. Зіграв у п'яти з шести відбіркових матчів юнацького чемпіонату Європи (U-19) 2013 року та елітного етапу за збірну Англії та відзначився трьома голами, але Англія не змогла кваліфікуватися до фіналу.
11 жовтня 2014 року відзначився своїми першими голами за юнацьку збірну Англії (U-20), вийшов на заміну на 87-й хвилині та зробив дубль у переможному (3:2) матчі проти юнацької збірної Нідерландів (U-20). 13 жовтня 2015 року дебютував у молодіжній збірній Англії, відіграв 90 хвилин і відзначився останнім ударом у матчі кваліфікації чемпіонату Європи проти Казахстану. Знову відзначився за молодіжну збірну Англії у матчі кваліфікації молодіжної Європи проти Швейцарії. Англійці виграли матч з рахунком 3:1, при цьому Акпом відзначився голом у компенсований час другого тайму.
Чуба, який має нігерійське походження, все ще має право представляти на міжнародному рівні Нігерію. У травні 2016 року повідомлялося, що він став одним із трьох гравців, до яких офіційно звернулася Федерація футболу Нігерії.
Акпом отримав виклик до молодіжної збірної Англії на матч кваліфікації чемпіонату Європи проти Норвегії, який мав відбутися у вівторок, 6 вересня 2016 року.
Як повідомляється, 28 березня 2017 року Акпом був близький до прийняття пропозиції від Нігерії разом з Олою Айною з «Челсі» після переговорів з президентом Федерації футболу Нігерії Амаджу Пінніком.
У вересні 2019 року підтвердив, що має намір представляти Нігерію на міжнародному рівні. В інтерв'ю BBC Sport він заявив: «Це було особисте рішення. Я нігерієць, і вся моя родина відчуває себе повністю нігерійцем, і буде приємно представляти Нігерію».

## Статистика виступів

### Клубна
Станом на 12 листопада 2023 року
| Клуб                                | Сезон             | Ліга              | Ліга  | Ліга | Нац. кубок | Нац. кубок | Кубок ліги | Кубок ліги | Єврокубки | Єврокубки | Інші  | Інші | Загалом | Загалом |
| Клуб                                | Сезон             | Дивізіон          | Матчі | Голи | Матчі      | Голи       | Матчі      | Голи       | Матчі     | Голи      | Матчі | Голи | Матчі   | Голи    |
| ----------------------------------- | ----------------- | ----------------- | ----- | ---- | ---------- | ---------- | ---------- | ---------- | --------- | --------- | ----- | ---- | ------- | ------- |
| «Арсенал»                           | 2012–13           | Прем'єр-ліга      | 0     | 0    | 0          | 0          | 0          | 0          | 0         | 0         | —     | —    | 0       | 0       |
| «Арсенал»                           | 2013–14           | Прем'єр-ліга      | 1     | 0    | 0          | 0          | 1          | 0          | 0         | 0         | —     | —    | 2       | 0       |
| «Арсенал»                           | 2014–15           | Прем'єр-ліга      | 3     | 0    | 3          | 0          | 1          | 0          | 0         | 0         | 0     | 0    | 7       | 0       |
| «Арсенал»                           | 2016–17           | Прем'єр-ліга      | 0     | 0    | 0          | 0          | 1          | 0          | 0         | 0         | —     | —    | 1       | 0       |
| «Арсенал»                           | 2017–18           | Прем'єр-ліга      | 0     | 0    | 1          | 0          | 1          | 0          | 0         | 0         | 0     | 0    | 2       | 0       |
| «Арсенал»                           | Загалом           | Загалом           | 4     | 0    | 4          | 0          | 4          | 0          | 0         | 0         | 0     | 0    | 12      | 0       |
| «Брентфорд» (оренда)                | 2013–14           | Перша ліга        | 4     | 0    | —          | —          | —          | —          | —         | —         | —     | —    | 4       | 0       |
| «Ковентрі Сіті» (оренда)            | 2013–14           | Перша ліга        | 6     | 0    | —          | —          | —          | —          | —         | —         | —     | —    | 6       | 0       |
| «Ноттінгем Форест» (оренда)         | 2014–15           | Чемпіоншип        | 7     | 0    | —          | —          | —          | —          | —         | —         | —     | —    | 7       | 0       |
| «Галл Сіті» (оренда)                | 2015–16           | Чемпіоншип        | 36    | 3    | 1          | 3          | 4          | 1          | —         | —         | 1     | 0    | 42      | 7       |
| «Брайтон енд Гоув Альбіон» (оренда) | 2016–17           | Чемпіоншип        | 10    | 0    | —          | —          | —          | —          | —         | —         | —     | —    | 10      | 0       |
| «Сінт-Трейден» (оренда)             | 2017–18           | Ліга Жупіле       | 16    | 6    | —          | —          | —          | —          | —         | —         | —     | —    | 16      | 6       |
| ПАОК                                | 2018–19           | Суперліга Греції  | 20    | 6    | 8          | 2          | —          | —          | 5         | 0         | —     | —    | 33      | 8       |
| ПАОК                                | 2019–20           | Суперліга Греції  | 33    | 8    | 6          | 1          | —          | —          | 4         | 1         | —     | —    | 43      | 10      |
| ПАОК                                | 2020–21           | Суперліга Греції  | 1     | 0    | 0          | 0          | —          | —          | 2         | 0         | —     | —    | 3       | 0       |
| ПАОК                                | Загалом           | Загалом           | 54    | 14   | 14         | 3          | —          | —          | 11        | 1         | —     | —    | 79      | 18      |
| «Мідлсбро»                          | 2020–21           | Чемпіоншип        | 38    | 5    | 1          | 0          | 0          | 0          | —         | —         | —     | —    | 39      | 5       |
| «Мідлсбро»                          | 2021–22           | Чемпіоншип        | 1     | 0    | 0          | 0          | 0          | 0          | —         | —         | —     | —    | 1       | 0       |
| «Мідлсбро»                          | 2022–23           | Чемпіоншип        | 40    | 28   | 1          | 1          | 1          | 0          | —         | —         | —     | —    | 42      | 29      |
| «Мідлсбро»                          | Загалом           | Загалом           | 79    | 33   | 2          | 1          | 1          | 0          | —         | —         | —     | —    | 82      | 34      |
| ПАОК (оренда)                       | 2021–22           | Суперліга Греції  | 34    | 7    | 7          | 2          | —          | —          | 11        | 2         | —     | —    | 52      | 11      |
| «Аякс»                              | 2023–24           | Ередивізі         | 8     | 4    | 0          | 0          | —          | —          | 4         | 0         | —     | —    | 12      | 4       |
| Усього за кар'єру                   | Усього за кар'єру | Усього за кар'єру | 258   | 67   | 28         | 9          | 9          | 1          | 26        | 3         | 1     | 0    | 322     | 80      |

1. ↑  У тому числі й поєдинки в Кубку Англії та Кубку Греції
2. ↑  Матчі в Кубку Футбольної ліги
3. ↑  Матчі в плей-оф Чемпіоншипу
4. ↑  Два матчі в Лізі чемпіонів УЄФА, три матчі в Лізі Європи УЄФА
5. ↑  Два матчі та один гол у Лізі чемпіонів УЄФА, два матчі в Лізі Європи УЄФА
6. ↑  Матчі в Лізі чемпіонів УЄФА
7. ↑  Матчі в Лізі конференцій УЄФА
8. ↑  Матчі в Лізі Європи УЄФА

## Досягнення
«Арсенал»
- Кубок Англії
  -  Володар (2): 2013/14, 2014/15

«Галл Сіті»
- Плей-оф Чемпіоншипу АФЛ
  -  Чемпіон (1): 2016[61]

«Брайтон енд Гоув Альбіон»
- Перша ліга
  -  Срібний призер (1): 2016/17[62]

ПАОК
- Суперліга Греції
  -  Чемпіон (1): 2018/19[63]
- Кубок Греції
  -  Володар (1): 2018/19[64]
  -  Фіналіст (1): 2021/22

Індивідуальні
- Гравець року Чемпіоншипу за версією ПФА: 2022/23
- Найкращий гравець сезону Чемпіоншипу: 2022/23[65]
- Команда сезону Чемпіоншипу: 2022/23[66]
- Команда року за версією ПФА: Чемпіоншип 2022/23[67]
- Золота бутса Чемпіоншипу: 2022/23[68]
- Гравець місяця в Чемпіоншипі: грудень 2022[69]
- Найцінніший гравець фіналу Кубку Греції: 2018/19[70]
- Найкращий гравець року «Мідлсбро» (1): 2022/23[71]
- Найкращий гравець року «Мідлсбро» за версією футболістів (1): 2022/23[71]